# Pombo-torcaz-dos-açores
O pombo-torcaz-dos-açores (Columba palumbus azorica) é uma subespécie de pombo-torcaz endémica do arquipélago dos Açores. O táxon está protegido no âmbito da Convenção de Berna e da Directiva Aves. Essa subespécie é frequente, em particular nas ilhas do Grupo Central, sendo importante na disseminação de sementes da laurissilva açoriana. A subespécie foi descrita pelo ornitólogo alemão Ernst Hartert em 1905.

## Descrição
Ave visivelmente maior que o pombo-das-rochas, espécie de que se distingue, para além do tamanho, pela presença de uma extensa mancha branca no pescoço e de barras brancas transversais nas asas. Também a cauda difere, com uma cauda quadrada e mais comprida no pombo-torcaz.
A plumagem é essencialmente cinzenta nas partes superiores, com a garganta e o abdómen cinzentos. A plumagem do peito é rosa-arroxeado, com reflexos metálicos. Apresenta marcas brancas na plumagem do pescoço manchas iridescentes verdes e roxas no pescoço e peito. As penas do pescoço elevam-se ligeiramente para formar manchas brancas nas zonas laterais do pescoço, com maior extensão do que no pombo-comum europeu, mas semelhante à da subespécie Columba palumbus casiotis. A parte posterior do pescoço, a nuca, apresenta uma área de intensa iridescência esverdeada.
O bico é curto e fino, entre o laranja e o amarelo, com laivos avermelhados e coloração mais pálida na ponta. Os olhos são amarelos pálidos. As patas são curtas e avermelhadas.
É uma subespécie residente, endémica, que ocorre em todo o arquipélago, embora sendo rara no Grupo Ocidental. A maior abundância verifica-se no Grupo Central, sobretudo nas ilhas do Pico e Terceira, onde forma bandos numerosos que se alimentar em pastagens e campos agrícolas. Nessas ilhas são frequentas as queixas de que as aves causam danos em culturas hortícolas e fruteiras.
A espécie apresenta grande semelhança morfológica com as subespécies de pombo-torcaz do norte de África, em especial com a subespécie Columba palumbus excelsa. Distingue-se da subespécie europeia (Columba palumbus palumbus) por apresentar plumagem mais escura e conspícua, com um brilho ligeiramente maior, especialmente na parte dorsal e sob as asas.

## Ecologia

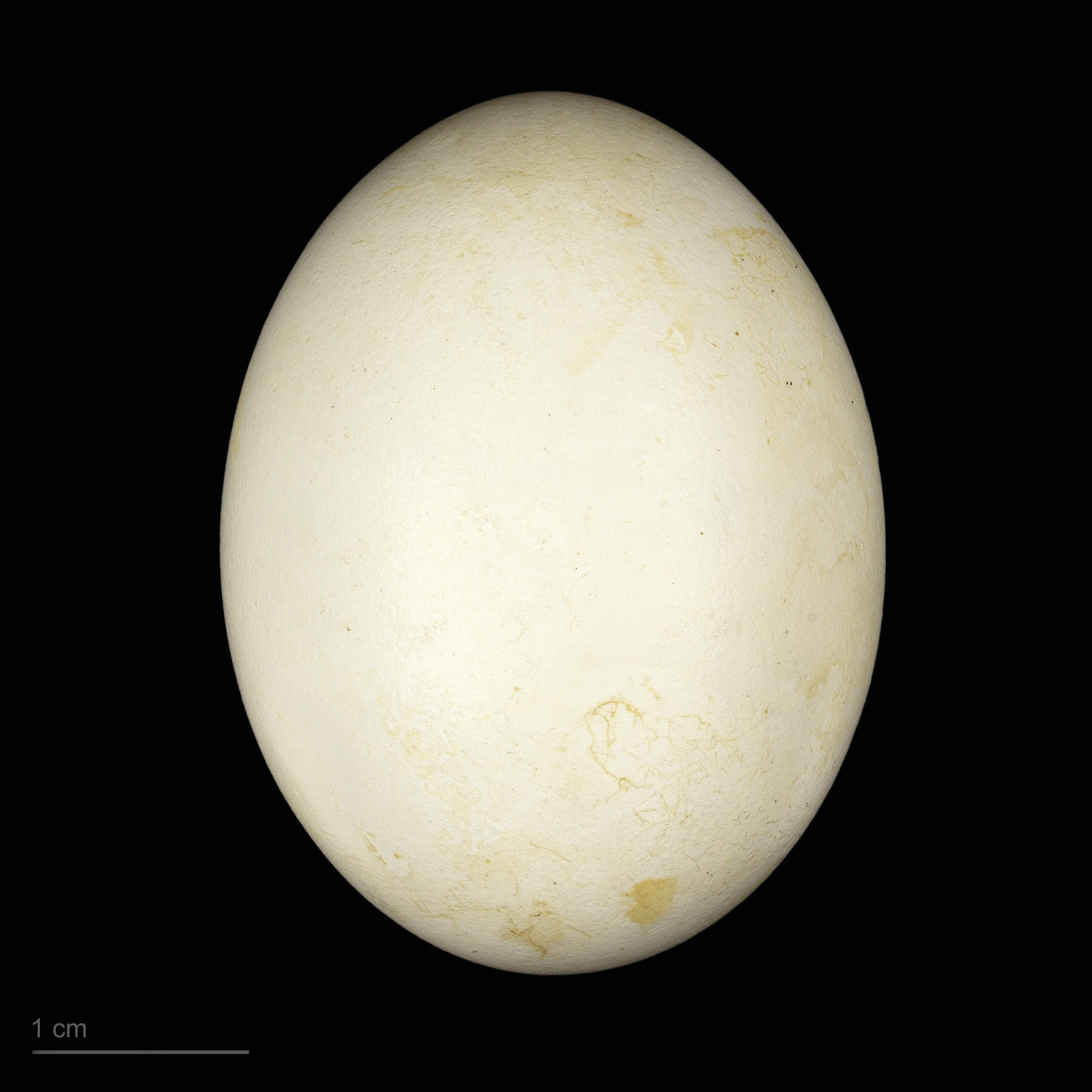
Columba palumbus azorica - MHNT

A subespécie está presente com relativa abundância em sete das nove ilhas do arquipélago dos Açores, havendo notícia da sua presença na ilha das Flores em tempos remotos e do seu aparecimento ocasional em tempos recentes. Está ausente da ilha do Corvo. Prefere habitats arborizados, sendo mais frequente nas margens de áreas florestadas e nas clareiras.
Há notícia de que partilhava o habitat com o pombo-da-serra, ou pombo-negro, um pombo de coloração escura das áreas montanhosas das ilhas atualmente extinto. Apesar da subespécie não ser tão dócil como seria o pombo-da-serra, ainda assim tem sofrido considerável redução de efetivos pelo efeito combinado da caça e da desflorestação e consequente perda de habitat. Tal como a subespécie próxima, a Columba palumbus maderensis da ilha da Madeira, é considerada como espécie vulnerável e por isso sujeita a medidas de proteção, as quais incluíram a sua remoção da lista das espécies cinegéticas dos Açores.
O maior número de membros reprodutores são encontrados em março, período de início da época reprodutora. Como ocorrem com outras subespécies insulares de pombo-torcaz e com algumas espécies da Macaronésia e com as espécies de pombos das florestas das ilhas do Pacífico, o pombo-trocaz-dos-açores apresenta baixa taxa de reprodução, muito inferior à do pombo-comum. O pombo-torcaz-dos-açores põe apenas um ovo, de casca branca, por postura.
Em 2003, em sete das nove ilhas dos Açores foram realizados estudos visando determinar a densidade das populações de pombo-torcaz. Os resultados permitem estimativas de densidade de variam de 14,52 aves/km2 na ilha Terceira e 5,14 aves/km2 nas outras seis ilhas. Estas densidades eram muito mais baixas do que as da subespécie do pombo-torcaz comum na Europa continental.
A baixa densidade das populações de pombos-torcazes nos Açores pode ser resultado da limitada disponibilidade de habitat de reprodução e da fraca disponibilidade de alimento durante o inverno. A maior abundância nas ilhas Terceira e Pico, ilhas onde existem maiores áreas florestadas com vegetação natural do arquipélago, parece confirmar a perda de habitat como a principal causa de declínio das populações, o que também explicaria as grandes diferenças entre a abundância pombo-torcaz entras as diferentes ilhas do arquipélago, nomeadamente com densidades na ilha Terceira maiores do que em qualquer das outras ilhas.
A informação histórica permite afirmar que o efetivo populacional caiu drasticamente após a colonização humana dos Açores, tendo mesmo desaparecido por completo de algumas das ilhas, nomeadamente das Flores e Corvo. A principal causa do seu declínio populacional foi a perda de habitat resultante do desmatamento, mas a caça e a predação por espécies introduzidas, como os ratos, também foram importantes fatores contributivos. O rato preto, uma espécie que sobe às árvores em busca de alimento e assalta ninhos de aves, causa grandes danos, com o abandono de ovos e a perda da estação de reprodução.
O pombo-torcaz desempenha nos Açores um papel ecológico importante, pois é a única ave selvagem existente no arquipélago capaz de comer as grandes drupas da espécie Laurus azorica, uma das espécie mais emblemáticas e estruturantes da laurissilva açoriana, e dispersar as sementes.